# Shoeburyness
Shoeburyness è una cittadina di 19 991 abitanti della contea dell'Essex, in Inghilterra.